# Black Arrow (lanciatore)
Il Black Arrow era un razzo vettore britannico sviluppato durante gli anni sessanta. Il nome del razzo fu attribuito in base ai cosiddetti Rainbow Codes (codici arcobaleno) secondo cui i prodotti dei programmi di ricerca condotti dalle Forze armate britanniche venivano designati con la combinazione di un colore e di un nome. Il progetto del Black Arrow fu autorizzato nel 1964 e derivò da studi condotti dal Royal Aircraft Establishment per lo sviluppo di un razzo vettore derivante dal razzo Black Knight.
Il Black Arrow era costituito da tre stadi; era lungo complessivamente 13 metri, aveva un diametro di 1,98 metri e poteva collocare un carico di 73 kg in un'orbita dell'altezza di 200 km. I primi due stadi del razzo erano alimentati da propellente liquido costituito da cherosene e perossido di idrogeno, mentre il terzo stadio era alimentato da propellente solido.
Il Black Arrow fu usato per quattro lanci tra il 1969 e il 1971. I primi due furono lanci di prova; con il terzo lancio si tentò di mettere in orbita il satellite Orba, ma il lancio fallì; il quarto lancio, effettuato il 28 ottobre 1971, ebbe successo e mise in orbita il satellite Prospero. Era previsto un quinto lancio per mettere in orbita un altro satellite, ma il programma venne cancellato per motivi economici. Il governo britannico decise che futuri lanci di satelliti nazionali sarebbero stati effettuati con vettori forniti dagli USA e il razzo Black Arrow che era stato costruito per un ulteriore lancio venne esposto al Museo della Scienza di Londra.
Il Regno Unito è stata finora l'unica nazione ad avere sviluppato e successivamente abbandonato un proprio razzo vettore per il lancio di satelliti. Tutte le nazioni che hanno raggiunto quest'obiettivo lo hanno poi mantenuto mediante lo sviluppo ulteriore di razzi vettori nazionali o, nel caso di Francia e Italia, mediante la partecipazione ad un programma comune con altre nazioni (programma Ariane).